# Maratecoara
Maratecoara is een geslacht van straalvinnige vissen uit de familie van de killivisjes (Rivulidae).

## Soorten
- Maratecoara formosa Costa & Brasil, 1995
- Maratecoara lacortei (Lazara, 1991)
- Maratecoara splendida Costa, 2007